# Будяса-Міке
Будяса-Міке (рум. Budeasa Mică) — село у повіті Арджеш в Румунії. Входить до складу комуни Будяса.
Село розташоване на відстані 112 км на північний захід від Бухареста, 8 км на північ від Пітешть, 106 км на північний схід від Крайови, 100 км на південний захід від Брашова.

## Населення
За даними перепису населення 2002 року у селі проживали 758 осіб, з них 757 осіб (99,9%) румунів. Рідною мовою 757 осіб (99,9%) назвали румунську.